# Fußball-Regionalliga West
Die Fußball-Regionalliga West ist eine Liga im deutschen Profifußball. Sie ist eine von fünf Regionalligen, die aktuell die vierthöchste Spielklasse im Ligasystem in Deutschland bilden. Sie wird in der Trägerschaft des Westdeutschen Fußballverbandes (WDFV) mit Sitz in Duisburg ausgetragen. Der Meister steigt in die 3. Liga auf. Die Staffelstärke liegt aktuell (Saison 2024/25) bei 18 Mannschaften, bei Neugründung 2012 waren es 20.

## Gründungsmitglieder 1963/64
Durch die Einführung der Bundesliga wurde die Regionalliga als zweithöchste deutsche Spielklasse gegründet. Sie setzte sich aus den elf Oberliga-Mannschaften zusammen, die nicht in der Bundesliga antreten sollten, den acht bestplatzierten Teams aus der Division II sowie dem Lüner SV, der sich als einziger vorheriger Drittligist qualifizierte.
Vorherige Oberliga-Mannschaften (höchste deutsche Spielklasse vor der Gründung der Bundesliga):
Alemannia Aachen, Schwarz-Weiß Essen, SC Viktoria Köln, Bayer 04 Leverkusen, Rot-Weiß Oberhausen, Borussia Mönchengladbach, Hamborn 07, Fortuna Düsseldorf, Westfalia Herne, Wuppertaler SV, TSV Marl-Hüls.
Vorherige Mannschaften aus der II. Division:
VfB Bottrop, TuS Duisburg 48/99, SpVgg Herten, STV Horst-Emscher, Sportfreunde Siegen, Rot-Weiss Essen, Arminia Bielefeld, Duisburger SpV.
Lüner SV als Sieger der Qualifikationsrunde zwischen den Landesmeistern der drei westdeutschen Verbände.

## Status als Profiliga
Ende März 2023 bestätigte der WDFV hinsichtlich des zur Folgesaison verschärften Lizenzierungsverfahrens erstmals den Status der Regionalliga West als professionelle Liga. Das Land Nordrhein-Westfalen hatte sie bereits, im Zuge der COVID-19-Pandemie, in der Spielzeit 2020/21 als solche eingestuft, um den „zahlreichen Berufsfußballern“ weiterhin die Ausübung ihres Berufs zu ermöglichen. Damals war beispielsweise der Spielbetrieb in den vier restlichen Regionalligen vorzeitig eingestellt worden.

## Spielzeiten

### Zweitklassige Regionalliga in fünf Staffeln (1963–1974)
Von 1963/64 bis 1973/74 war die Regionalliga West, gemeinsam mit den Regionalligen Nord, Berlin, Südwest und Süd, eine von insgesamt fünf zweithöchsten Spielklassen unter der Fußball-Bundesliga. Sie umfasste damals das Bundesland Nordrhein-Westfalen. Meister und Vizemeister nahmen an der Aufstiegsrunde zur Bundesliga teil.

### Viertklassige Regionalliga in drei Staffeln (2008–2012)
Mit der Einführung der 3. Liga wurde die Regionalliga ab der Saison 2008/09 in drei Staffeln ausgespielt (Regionalliga Nord, West und Süd). Somit kehrte die Regionalliga West wieder zurück, war aber nunmehr nur noch viertklassig. Ihr Einzugsbereich war Nordrhein-Westfalen, Rheinland-Pfalz und das Saarland, also wie das Gebiet der Regionalliga West/Südwest von 1994 bis 2000. In der Saison 2008/09 wurde der Verein BV Cloppenburg in die Weststaffel eingegliedert, obwohl er eigentlich im Norden hätte spielen müssen. Dies geschah, weil in allen drei Staffeln nur je 18 Vereine spielen sollten. Der Meister der Regionalliga West stieg direkt in die 3. Liga auf.

### Viertklassige Regionalliga in fünf Staffeln (seit 2012)
Mit der Regionalligareform 2012 wurde die Regionalliga auf fünf Ligen aufgestockt: Nord, Nordost, West, Südwest und Bayern. Wie bereits von 1963/64 bis 1973/74 ist das Einzugsgebiet der Regionalliga West beschränkt auf Nordrhein-Westfalen. Der Meister der Regionalliga West war zunächst für die Aufstiegsrunde zur 3. Liga qualifiziert, seit der Spielzeit 2020/21 steigt der Meister direkt auf.

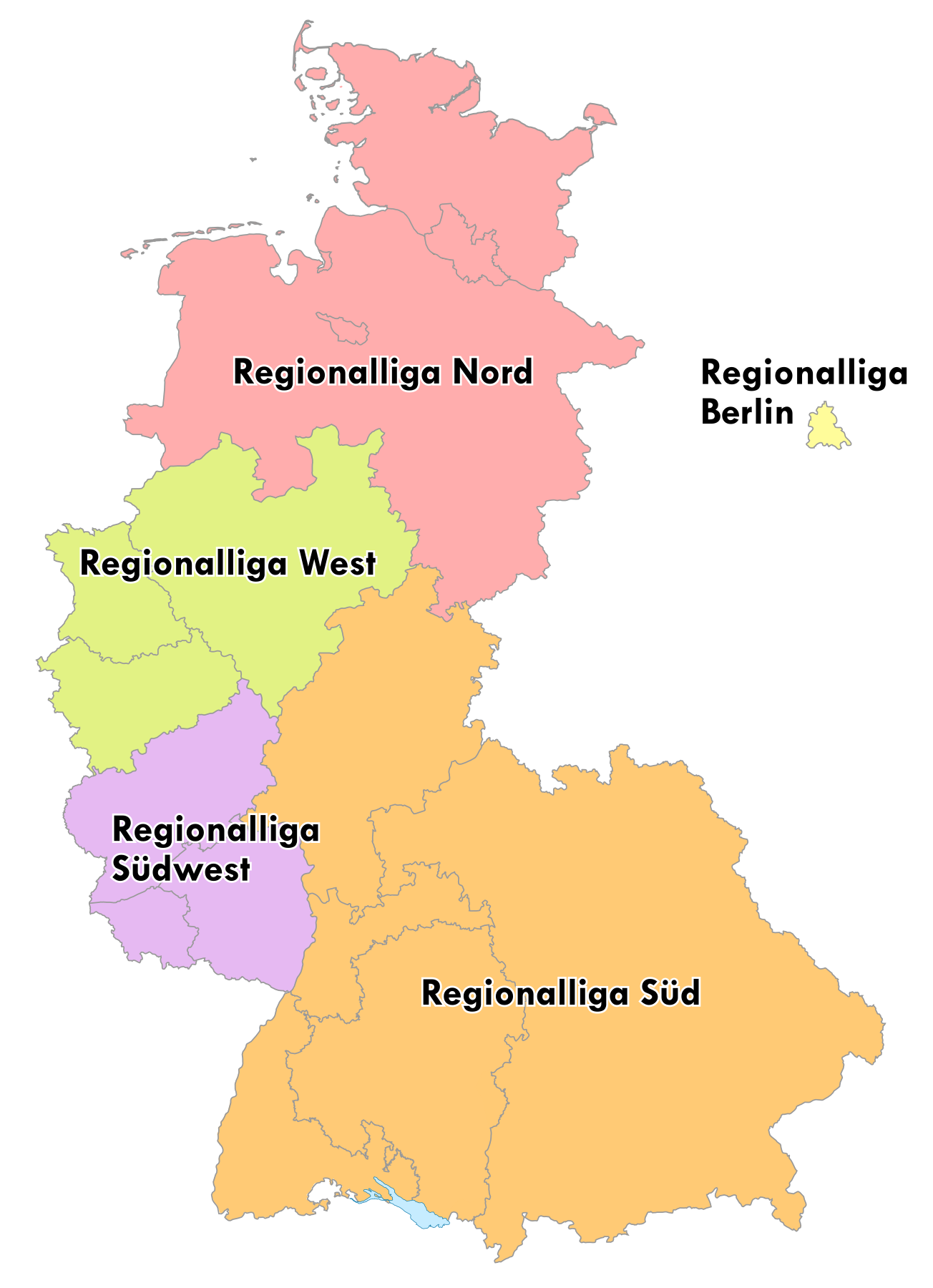
5 Regionalliga-Staffeln von 1963/64 bis 1973/74
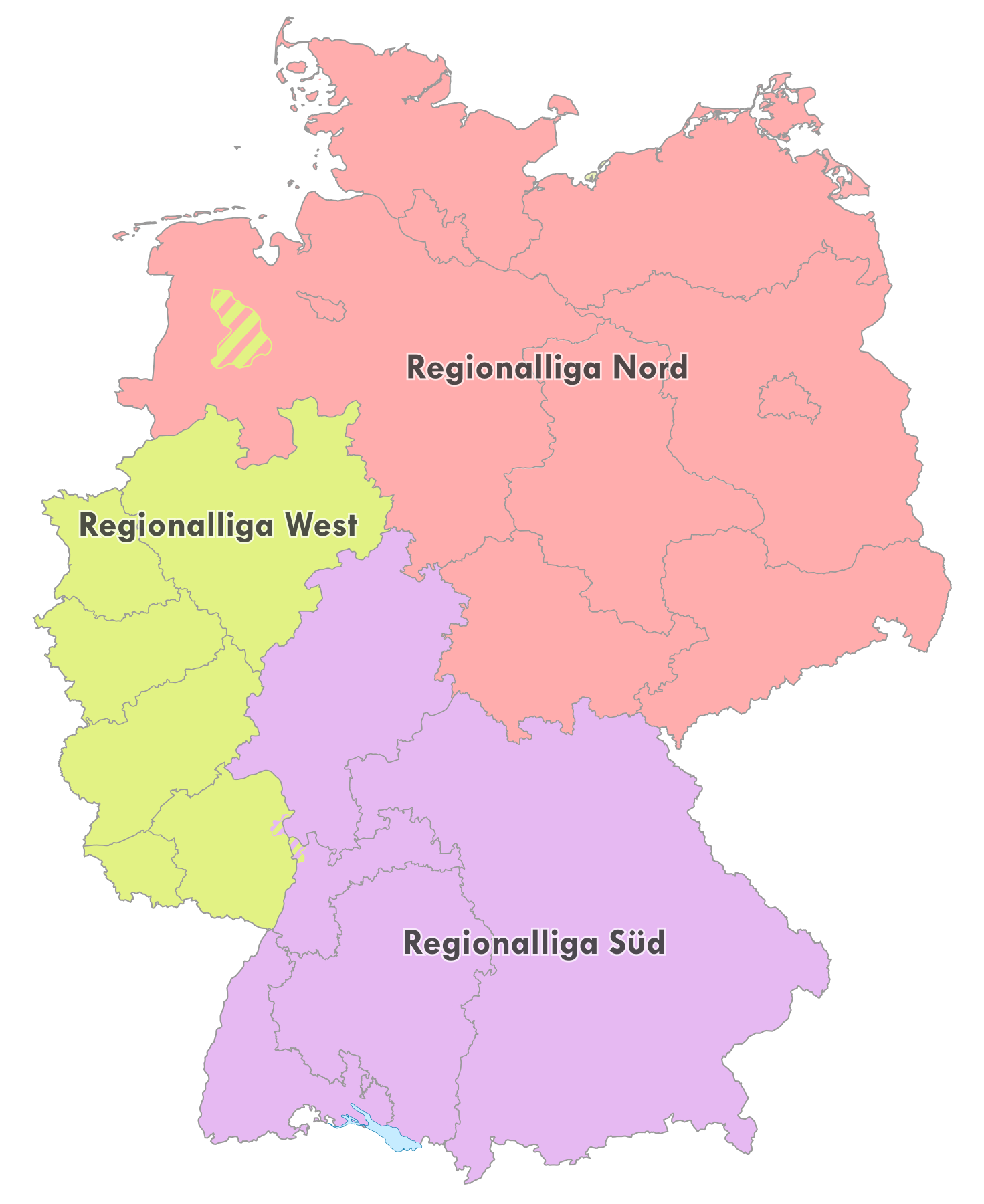
3 Regionalliga-Staffeln von 2008/09 bis 2011/12
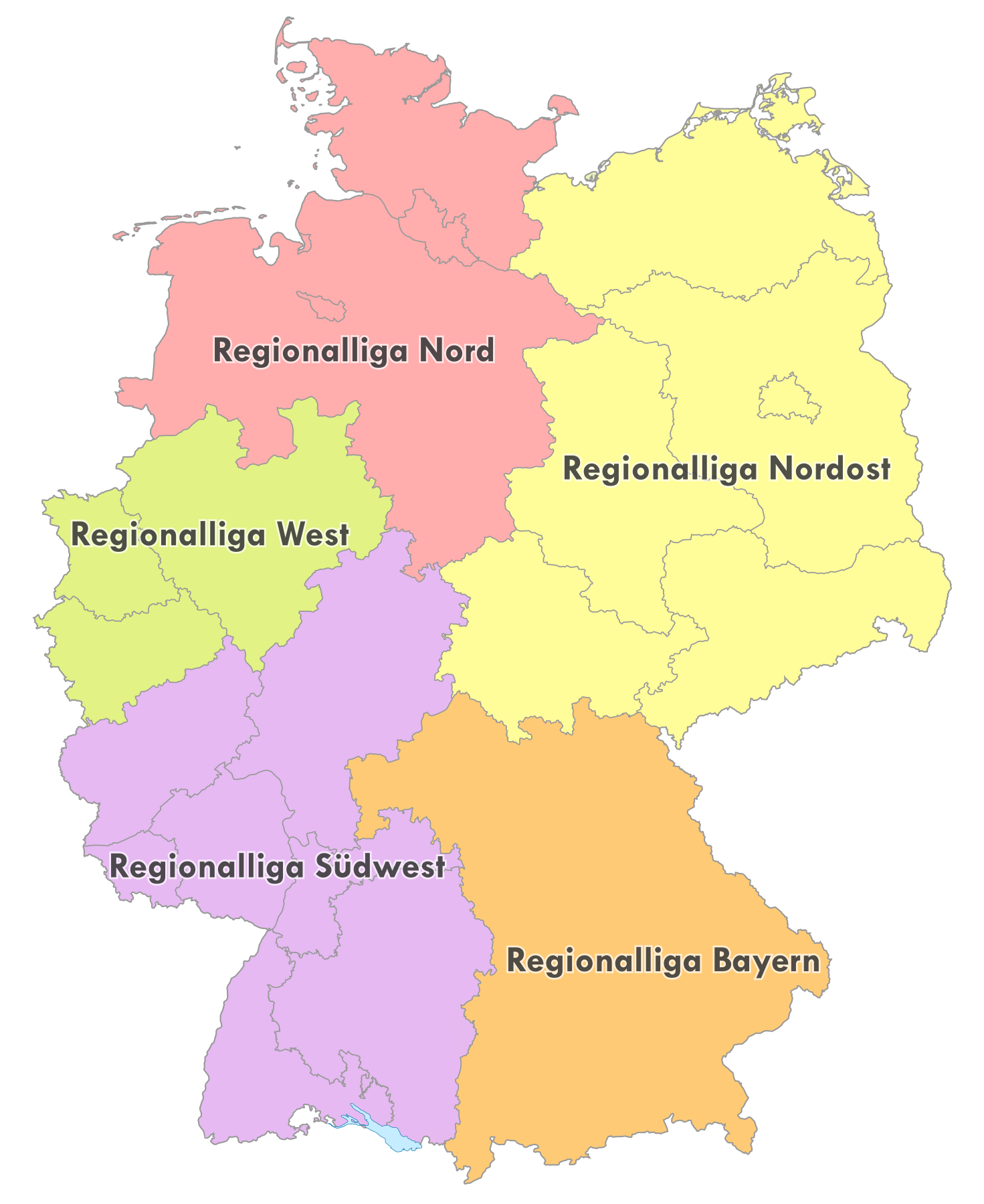
5 Regionalligen seit 2012/13

## Meister und Vizemeister
| Jahr                                        | Meister                     | Vizemeister                 |
| ------------------------------------------- | --------------------------- | --------------------------- |
| zweitklassige Regionalliga West (1963–1974) |                             |                             |
| 1964                                        | Alemannia Aachen            | Wuppertaler SV              |
| 1965                                        | Borussia Mönchengladbach    | Alemannia Aachen            |
| 1966                                        | Fortuna Düsseldorf          | Rot-Weiss Essen             |
| 1967                                        | Alemannia Aachen            | Schwarz-Weiß Essen          |
| 1968                                        | Bayer 04 Leverkusen         | Rot-Weiss Essen             |
| 1969                                        | Rot-Weiß Oberhausen         | Rot-Weiss Essen             |
| 1970                                        | VfL Bochum                  | Arminia Bielefeld           |
| 1971                                        | VfL Bochum                  | Fortuna Düsseldorf          |
| 1972                                        | Wuppertaler SV              | Rot-Weiss Essen             |
| 1973                                        | Rot-Weiss Essen             | SC Fortuna Köln             |
| 1974                                        | SG Wattenscheid 09          | Rot-Weiß Oberhausen         |
| viertklassige Regionalliga West (2008–2012) |                             |                             |
| 2009                                        | Borussia Dortmund II        | 1. FC Kaiserslautern II     |
| 2010                                        | 1. FC Saarbrücken           | Sportfreunde Lotte          |
| 2011                                        | Preußen Münster             | Eintracht Trier             |
| 2012                                        | Borussia Dortmund II        | Sportfreunde Lotte          |
| viertklassige Regionalliga West (seit 2012) |                             |                             |
| 2013                                        | Sportfreunde Lotte          | SC Fortuna Köln             |
| 2014                                        | SC Fortuna Köln             | Sportfreunde Lotte          |
| 2015                                        | Borussia Mönchengladbach II | Alemannia Aachen            |
| 2016                                        | Sportfreunde Lotte          | Borussia Mönchengladbach II |
| 2017                                        | FC Viktoria Köln            | Borussia Dortmund II        |
| 2018                                        | KFC Uerdingen 05            | FC Viktoria Köln            |
| 2019                                        | FC Viktoria Köln            | Rot-Weiß Oberhausen         |
| 2020 1                                      | SV Rödinghausen             | SC Verl                     |
| 2021 2                                      | Borussia Dortmund II        | Rot-Weiss Essen             |
| 2022                                        | Rot-Weiss Essen             | Preußen Münster             |
| 2023                                        | Preußen Münster             | Wuppertaler SV              |
| 2024                                        | Alemannia Aachen            | 1. FC Bocholt               |
| 2025                                        | MSV Duisburg                | FC Gütersloh                |

(fettgeschriebene Vereine = Aufsteiger)

## Meistertitel
| Rang | Verein                      | Meisterschaften |
| ---- | --------------------------- | --------------- |
| 1    | Borussia Dortmund II        | 3               |
| 1    | Alemannia Aachen            | 3               |
| 3    | VfL Bochum                  | 2               |
| 3    | Rot-Weiss Essen             | 2               |
| 3    | FC Viktoria Köln            | 2               |
| 3    | Sportfreunde Lotte          | 2               |
| 3    | Preußen Münster             | 2               |
| 8    | Fortuna Düsseldorf          | 1               |
| 8    | SC Fortuna Köln             | 1               |
| 8    | Borussia Mönchengladbach    | 1               |
| 8    | Borussia Mönchengladbach II | 1               |
| 8    | Bayer 04 Leverkusen         | 1               |
| 8    | Rot-Weiß Oberhausen         | 1               |
| 8    | 1. FC Saarbrücken           | 1               |
| 8    | SG Wattenscheid 09          | 1               |
| 8    | Wuppertaler SV              | 1               |
| 8    | KFC Uerdingen 05            | 1               |
| 8    | SV Rödinghausen             | 1               |

## Vereine der Saison 2025/26
Für die Spielzeit 2025/26 haben sich bislang folgende Mannschaften sportlich qualifiziert:
- der Absteiger aus der 3. Liga 2024/25:
  -  Borussia Dortmund II
- die verbliebenen Mannschaften aus der Regionalliga West 2024/25:
  -  FC Gütersloh
  -  Sportfreunde Lotte
  -  Rot-Weiß Oberhausen
  -  SV Rödinghausen
  -  SC Fortuna Köln
  -  Borussia Mönchengladbach II
  -  1. FC Köln II
  -  SC Paderborn 07 II
  -  1. FC Bocholt
  -  Fortuna Düsseldorf II
  -  SC Wiedenbrück
  -  Wuppertaler SV
  -  FC Schalke 04 II
- der Meister der Mittelrheinliga 2024/25:
  -  Bonner SC
- der Meister der Oberliga Niederrhein 2024/25:
  -  SSVg Velbert
- der Meister und der Vizemeister der Oberliga Westfalen 2024/25:
  -  Sportfreunde Siegen
  -  VfL Bochum II